# ليونيل كيرنز
ليونيل كيرنز هو كاتب كندي، ولد في 16 فبراير 1937.